# Ярославский повет
Ярославский повет (пол. Powiat jarosławski) — повет (район) в Польше, входит как административная единица в Подкарпатское воеводство. Занимает площадь 1029,15 км². Население — 121 658 человек (на 30 июня 2015 года).

## Административное деление
- города: Ярослав, Радымно
- городские гмины: Ярослав, Радымно
- сельские гмины: Гмина Хлопице, Гмина Ярослав, Гмина Ляшки, Гмина Павлосюв, Гмина Прухник, Гмина Радымно, Гмина Рокетница, Гмина Розвеница, Гмина Вёнзовница

## Демография
Население повета дано на 30 июня 2015 года.
| Перепись            | Всего   | Мужчины | Женщины |
| ------------------- | ------- | ------- | ------- |
| Всего               | 121 658 | 59 321  | 62 337  |
| Городское население | 47 839  | 22 641  | 25 198  |
| Сельское население  | 73 819  | 36 680  | 37 139  |